# Novogrúdok
Novogrúdok o Navahrúdak (en ruso: Новогру́док; en bielorruso: Навагру́дак; en polaco: Nowogródek) es una ciudad subdistrital de Bielorrusia, capital del raión homónimo en la vóblast de Grodno.
En 2017, la localidad tenía una población de 29 459 habitantes. Es la sexta ciudad más poblada de la provincia.
Es conocida por ser el lugar de nacimiento del poeta y patriota polaco Adam Mickiewicz.

## Historia
La ciudad es mencionada por primera vez en 1252 en la Códice de Hipacio bajo el nombre Novogorodok ("ciudad nueva"). Estuvo a finales del siglo X bajo el control de la Rus de Kiev y luego, después de los ataques de los mongoles en el siglo XIII, el rey Mindaugas la anexionó al Gran Ducado de Lituania. El Gran Duque trató en 1316 de conseguir que el Patriarcado de Constantinopla creara en la ciudad un patriarcado autónomo, para liberar a los rusos del Gran Ducado del Moscú.
En 1444, se le concedieron a la ciudad privilegios urbanos (Derecho de Magdeburgo), y Nowogródek llegó hasta el punto de convertirse en una de las ciudades más importantes de Rutenia, por lo que en 1507 se convirtió en la capital de un voivodato de la República de las Dos Naciones, formada en 1569 después de la Unión de Lublin. Después de la tercera partición de Polonia en 1795, Nowogródek se incorporó al Imperio ruso. Después de la Primera Guerra Mundial, Nowogródek pasó a formar parte de la Segunda República Polaca.
En septiembre de 1939, tras el Pacto Ribbentrop-Mólotov, el Ejército Rojo entró en la ciudad, que más tarde fue anexionada a la Unión Soviética uniéndola a la República Socialista Soviética de Bielorrusia. Después de la invasión de la Unión Soviética por la Alemania nazi, Novogrúdok fue ocupada el 4 de julio de 1941. La ciudad tenía entonces 20.000 habitantes, de los cuales aproximadamente la mitad eran judíos. Durante la ocupación, unos 9.500 judíos fueron asesinados y 550 fueron enviados a campos de trabajo forzado. En la ciudad se había establecido un gueto desde diciembre de 1941.
Durante la Segunda Guerra Mundial, el área era un centro de la resistencia polaca (Armia Krajowa) y de los Partisanos de Bielski. El 1 de agosto de 1943, la Gestapo asesinó en el bosque de la ciudad a once religiosas de la Congregación de las Hermanas de la Sagrada Familia de Nazaret, denominadas las mártires de Nowogródek (beatificadas en el año 2000 por el Papa Juan Pablo II). El Ejército Rojo liberó la ciudad tres años después del comienzo de la ocupación, el 8 de julio de 1944. Desde la desintegración de la Unión Soviética en 1991, Novogrúdok pasó a formar parte de Bielorrusia.

## Patrimonio
- Castillo Navahrudak
- Iglesia de la Transfiguración

## Ciudades hermanadas
Novogrúdok está hermanada con las siguientes ciudades:
- Elbląg (Varmia y Masuria, Polonia).